# Crateromorpha caledoniensis
Crateromorpha caledoniensis är en svampdjursart som beskrevs av Konstantin R. Tabachnick 2002. Crateromorpha caledoniensis ingår i släktet Crateromorpha och familjen Rossellidae.
Artens utbredningsområde är havet kring Nya Kaledonien. Inga underarter finns listade i Catalogue of Life.